# Michele Martina
Michele Martina (Tívoli, 18 de noviembre de 1996) es un deportista italiano que compite en karate, en la modalidad de kumite.
Ganó dos medallas en el Campeonato Mundial de Karate, en los años 2018 y 2021, y tres medallas en el Campeonato Europeo de Karate entre los años 2018 y 2023. En los Juegos Europeos consiguió dos medallas, en los años 2019 y 2023.

## Palmarés internacional
| Campeonato Mundial | Campeonato Mundial      | Campeonato Mundial | Campeonato Mundial |
| Año                | Lugar                   | Medalla            | Prueba             |
| ------------------ | ----------------------- | ------------------ | ------------------ |
| 2018               | Madrid (España)         | Medalla de bronce  | Por equipos        |
| 2021               | Dubái (EAU)             | Medalla de oro     | Por equipos        |
| Juegos Europeos    |                         |                    |                    |
| Año                | Lugar                   | Medalla            | Prueba             |
| 2019               | Minsk (Bielorrusia)     | Medalla de bronce  | –84 kg             |
| 2023               | Bielsko-Biała (Polonia) | Medalla de bronce  | –84 kg             |
| Campeonato Europeo |                         |                    |                    |
| Año                | Lugar                   | Medalla            | Prueba             |
| 2018               | Novi Sad (Serbia)       | Medalla de oro     | –84 kg             |
| 2021               | Porec (Croacia)         | Medalla de bronce  | –84 kg             |
| 2023               | Guadalajara (España)    | Medalla de oro     | –84 kg             |